# Jüdische Friedhöfe in Regensburg
Für das Stadtgebiet der bayerischen Stadt Regensburg sind in der Altstadt drei alte historische Jüdische Friedhöfe dokumentiert. Seit dem Jahr 2000 entsteht ein vierter, Jüdischer Friedhof, als Abteilung des großen städtischen Friedhofs im Ortsteil Steinweg-Pfaffenstein, nördlich außerhalb der Altstadt von Regensburg.

## Mittelalterlicher Friedhof auf der Emmeramer Breiten
- Koordinaten: 49° 0′ 52,1″ N, 12° 5′ 59,2″ O

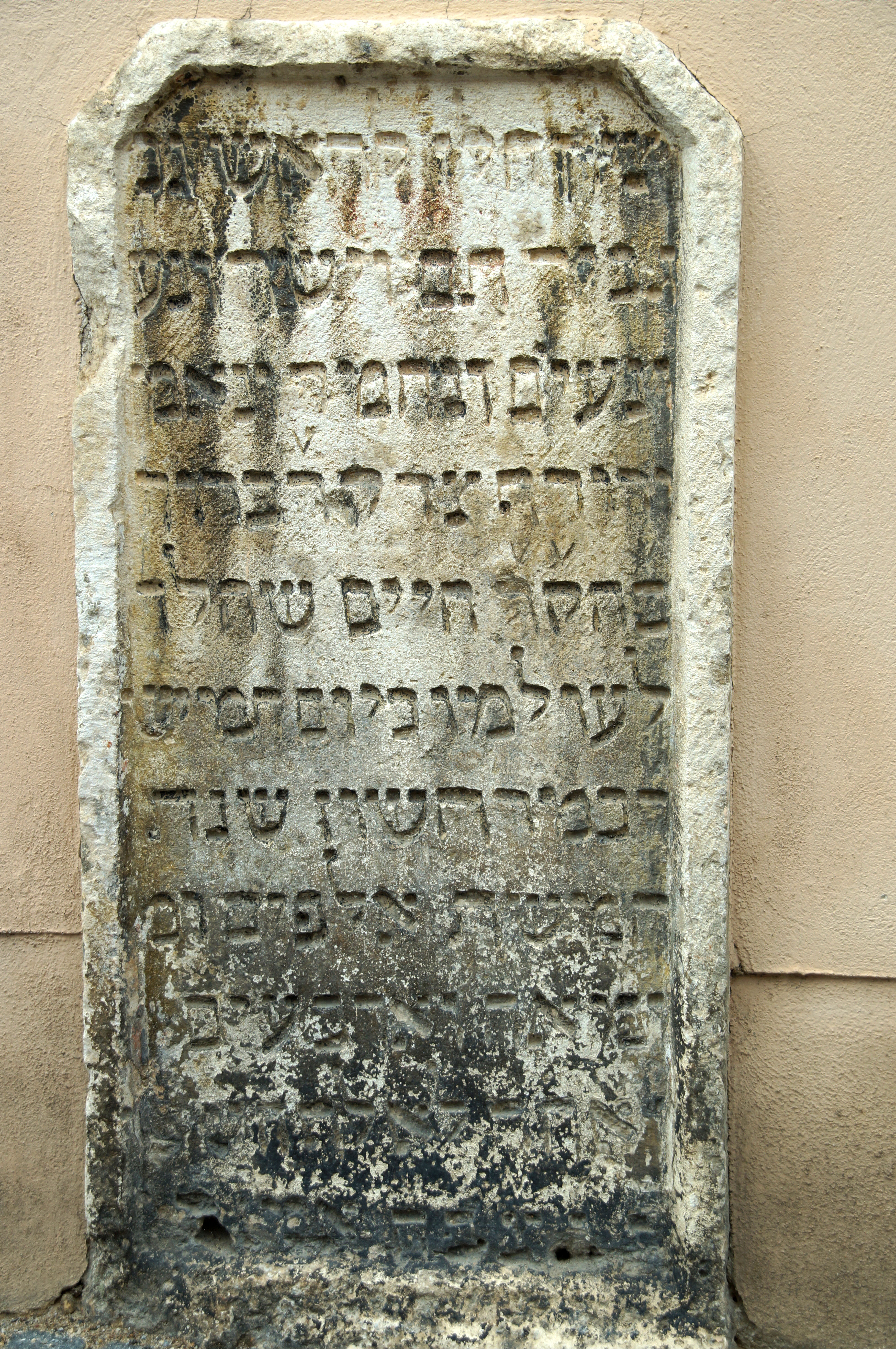
Jüdischer Grabstein am Emmeramsplatz (siehe Judentum in Regensburg#Vertreibung 1519)

Der heute in der Altstadt von Regensburg anhand von Denkmälern oder Grabsteinen nicht mehr erkennbare mittelalterliche jüdische Friedhof befand sich südöstlich von Kloster Sankt Emmeram auf dem Gelände der sog.Emmeramer Breiten, westlich benachbart dem heutigen Ernst-Reuter-Platz, nördlich vom Bahnhof nahe dem heutigen Standort des Keplerdenkmals, südwestlich der dort endenden Maximilianstraße.
Das Grundstück auf der„Emmeramer Breiten“ wurde 1210 von der jüdischen Gemeinde erworben. Die Vermutungen zur Lage des ältesten jüdischen Friedhofs wurden im Jahr 2009 bei Suchgrabungen bestätigt. Ursprünglich befanden sich auf dem Friedhof etwa 4.200 Grabsteine. Nach der im Jahr 1519 erfolgten kompletten Plünderung des Friedhofs mit allen Grabsteinen wurden 60 Grabsteine, sogenannte „Judensteine“, im Laufe der Jahre verstreut im Stadtgebiet aufgefunden. Dort waren die Grabsteine an verschiedenen Orten entweder als Trophäen aufgestellt worden, wie z. B. der Grabstein des Rabi Baruch, oder die Grabsteine wurden, wie z. B beim Neubau der Neupfarrkirche, verbaut. 3 Grabsteine fanden sich sogar in entfernten Orten wie in Kelheim in der Donaustraße 16 und am sogenannten Klösterl.

### Geschichte
Der ehemalige älteste jüdische Friedhof in Regensburg wurde von 1210 bis zur Vertreibung der Juden 1519 genutzt. Auf dem Friedhof wurden auch die Toten aus jüdischen Gemeinden der näheren und weiteren Umgebung (z. B auch aus München) bestattet.
Im Jahr 1519 wurde der Friedhof im Zuge der Vertreibung dem Erdboden gleichgemacht. Die Grabsteine wurden an verschiedenen Orten im Stadtgebiet als Trophäen aufgestellt oder in Neubauten als Baumaterial vermauert.

## Alter Friedhof im Stadtpark, Schillerstr.

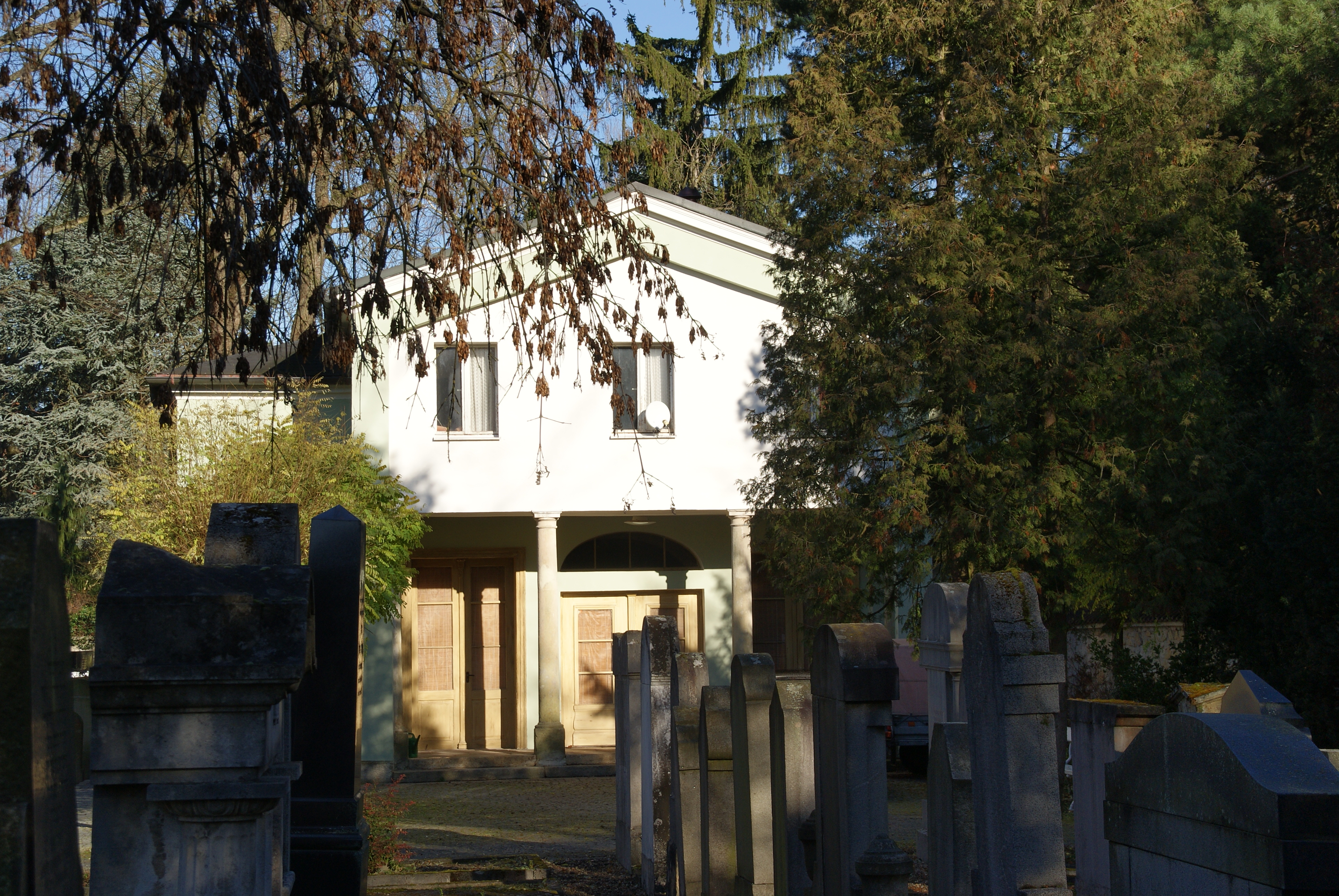
Beth Tahara auf dem Alten Jüdischen Friedhof im westlichenStadtpark an der Schillerstraße

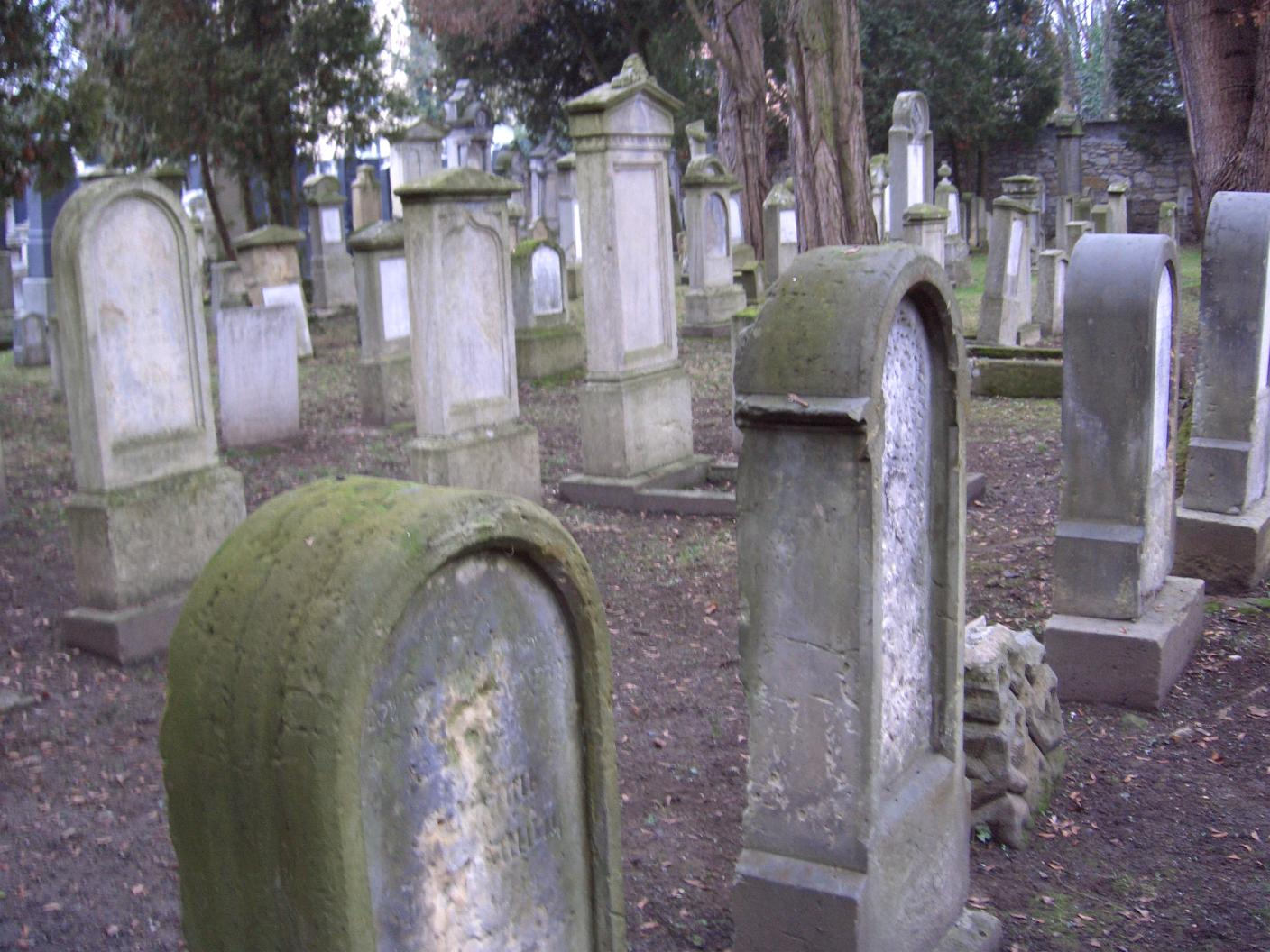
Alter Jüdischer Friedhof an der Schillerstraße (2006)

Der häufig als Alter jüdischer Friedhof in Regensburg bezeichnete Friedhof entstand 1821, also in der geschichtlichen Neuzeit auf dem äußersten westlichen Parkgelände des im 16. Jahrhunderts entstandenen Stadtparks. Westlich des Parks verläuft dort heute die Schillerstraße. Damals gab es dort auf dem Parkgelände noch Anlagen für den Kugelfang von dort endenden Übungs-Schießbahnen der Soldaten in Ausbildung, durch deren Schießübungen sich der damalige jüdische Friedhofswärter häufig gefährdet fühlte.
- Koordinaten: 49° 1′ 10″ N, 12° 4′ 39,6″ O

Auf dem jüdischen Friedhof, der auf dem Areal der Schillerstraße 29 liegt, befinden sich etwa 900 Grabsteine.

### Geschichte
Bis 1822 erfolgten Bestattungen auf den Friedhöfen in Nachbarorten Fürth, Georgensgmünd, Pappenheim, Schnaittach, Wallerstein, Sulzbach Rosenberg oder Sulzbürg.
Der heutige sog. Alte Jüdische Friedhof wurde von 1822 bis 1999 von der zweiten jüdischen Gemeinde genutzt, die sich nach der Vertreibung der ersten jüdischen Gemeinde im Jahr 1519, ab 1803 im Fürstentum Regensburg unter der Regentschaft von Fürstbischof Karl Theodor von Dalberg neu zu bilden begonnen hatte. Nachdem das Dalberg-Fürstentum Regensburg unter dem neuen bayerische König Maximilian II. Teil des neuen Königreichs Bayern geworden war, erließ der König 1813 das Edikt über die Verhältnisse der jüdischen Glaubensgenossen im Königreich Bayern. Das Edikt sollte das Zusammenleben von Christen und Juden im neuen Königreich Bayern regeln und garantierte den jüdischen Untertanen die freie Ausübung ihrer Religion einschließlich der Errichtung von Synagogen und jüdischen Friedhöfen so wie es bereits im mit Bayern verbündeten Frankreich üblich war. Das Edikt stieß in der jüdischen Bevölkerung von Regensburg, die damals nur 16 Famien umfassen durfte, aber auch auf Widerstand, denn es gewährte nur eine beschränkte Niederlassungs- und Berufsfreiheit, die aber in den Folgejahren trotzdem zu einem Zuwachs und zum wirtschaftlichen Aufschwung der jüdischen Gemeinde führte.
Im November 1821 bat die jüdische Gemeinde den Rat der Stadt Regensburg um die kostenlose Überlassung eines wenig attraktiven Ackergeländes am Rande des heutigen Stadtparks weit westlich außerhalb der Stadtmauern in unmittelbarer Nachbarschaft zu einem damals militärisch genutzten Übungsplatz. Der Stadtrat verweigerte die kostenlose Überlassung und man einigte sich auf eine Zahlung von 100 Gulden.
In den ersten Jahren wurden die Grabsteine in unüblicher Weise nach Norden ausgerichtet. Wahrscheinlich sollte dadurch verhindert werden, dass vom nahe gelegenen Schießplatz ausgehende Irrläufer die Vorderseite der Steine zerstören konnten.
In den Jahren 1867, 1869 und 1923 wurde der Friedhof im Stadtpark an der Schillerstraße erweitert, in den 1980er Jahren wurde er instand gesetzt. Der Friedhof wurde in den Jahren 1924, 1927, 1941, 1972 und 2002 mehrmals mit geschändet.

## Neuer Friedhof
- Koordinaten: 49° 2′ 3,5″ N, 12° 5′ 39″ O

Der sogenannte Neue jüdische Friedhof ist eine Abteilung des städtischen Dreifaltigkeitsfriedhofes im Ortsteil Steinweg-Pfaffenstein. Dieses Areal wird seit 1999 genutzt.